# Dengeki hime
Dengeki hime (電撃姫) (stylisé DENGEKI HIME depuis avril 2007) est un mensuel principalement consacré aux light novel pour adultes et eroge. Il est édité par ASCII Media Works.
Le magazine a lancé sa parution en tant que numéro spécial de Dengeki ou en 1997, avant de devenir un magazine à part entière en 2001.
Le magazine comporte des projets se basant sur la participation : la suite de l'histoire, ou (par exemple) l'héroïne mise en valeur dépendent d'un vote des lecteurs.

## Projets participatifs
- Maid in dream (n°7 à décembre 2003)
- Ocha para ocha no mizu onago gakuen, (avril 2001 à mai 2005)
- Master of witches: gekidou!! mahou gakuen (juin 2004 à août 2005)
- G Baku-chan (octobre 2004 à juillet 2006)
- Colorfull education (débuté en décembre 2005)
- Kimi ni okuru boku no uta (débuté en décembre 2005)